# 朝鮮

統一旗

朝鮮（ちょうせん、ハングル: 조선、英語: Korea）は、朝鮮半島および済州島、巨文島、鬱陵島など周囲の島嶼・海域を併せた地域を表す呼称。ユーラシア大陸の東端に位置し、北西に中華人民共和国、北東にロシア、南東に対馬海峡西水道（朝鮮海峡）を隔てて日本と隣接する。
この地の全域を、韓国、北朝鮮共に自国の領土に定めており、両国の領土は完全に一致重複している。しかし現実は朝鮮戦争以降、軍事境界線（38度線）を境に南半部は韓国が、北半部は北朝鮮が実効支配している。

## 「朝鮮」の由来
朝鮮の名は、司馬遷の『史記』の箕子のくだりに見られ紀元前からあったとされるが、李氏朝鮮時代に広まった。その由来について、南北朝時代に編纂された史記の注釈書『史記集解』には張晏の説で「朝鮮には湿水、洌水、汕水が有り、3つの川は洌水として合わさる。恐らくここから楽浪は朝鮮と名付けたのだろう」とある。唐代の史記注釈書『史記索隠』では「朝鮮とは潮汕の音写である」と記されており、史記の時代から唐代までの中国では、川に因んだ地名と見做されていた。朝鮮王朝の官選地理書『新増東国輿地勝覧』には「朝日が鮮明なるところ」とあり、李瀷は「朝は東方、鮮は鮮卑族の意」と解釈した。
13世紀に成立した朝鮮の史書『三国遺事』には、伝説的な人物である檀君が国を建てる際に「朝鮮」と号したという話があるが、三国時代の百済、新羅、高句麗、日本の史書、中国の史書にはこのような記載はなく、後漢時代にはこの伝説は生まれていなかったと見られている。
朝鮮の異称や雅号に三千里錦繍江山」、「槿域」、「青丘」、「鶏林」、「韓」、「海東」などがある。

### 古代における朝鮮の場所
かつての朝鮮は半島全体を示す地域名称ではなかったが、その地域は史書によって相違点もある。
『漢書』巻28下には、「箕子が朝鮮に赴いて民を教化した」という記述がある。箕子はいわゆる王朝としての箕子朝鮮の祖である。前漢代に設置された楽浪郡の都は朝鮮県と呼ばれており、かなり狭い範囲のものであった。現在では発掘調査の結果、「朝鮮県」は現在の平壌付近を指すことが定説となっている。『三国志』が引く『魏略』には、箕子が統治した「朝鮮」は、燕の東、遼東、遼西を含めた地域であると説明されている。『魏書』には、北魏の支配する平州には楽浪郡があり、その下に朝鮮県があったと記述されている。『遼史』では東京遼陽府、現在の遼寧省遼陽市がかつて朝鮮と呼ばれていたという記述があるが、同時にかつて「平壌城」と呼ばれていたという記述もある。

### 李氏朝鮮による採用
李氏朝鮮の初代国王李成桂は1392年、明が冊封した高麗王の禑王、昌王と恭譲王を廃位して高麗王位を簒奪して高麗王を称した後、すぐに明に使節を送ったが、洪武帝は王朝が交代したことで、国号を変更するよう命じた。これをうけた李成桂は、重臣達と共に国号変更を計画し、「朝鮮」と「和寧」の二つの候補を準備し、洪武帝に選んでもらった。「和寧」は李成桂の出身地の名であったが、北元の本拠地カラコルムの別名でもあったので、洪武帝は、前漢の武帝が滅ぼした衛氏朝鮮の名前であり、平壌付近の古名である「朝鮮」を選んだ。そして李成桂を権知朝鮮国事に封じたことにより、「朝鮮」は正式な国号となった。「和寧」が単に李成桂の出身地であるだけなのに対し、「朝鮮」はかつての衛氏朝鮮・箕子朝鮮・檀君朝鮮の正統性を継承する意味があったことから本命とされており、国号変更以前からそれを意識する儀式が行われていた。

## 「朝鮮／韓」などの相違
日本語を含む漢字文化圏では、「○○半島」（○○반도、○○バンド）、「○○民族」」（○○민족、○○ミンジョク）、「○○語」（○○어、○○オ）などの様々な局面において、この地域を何と呼称するかが問題となる。

### 現地における呼称
現地の朝鮮語では、統治する国家によって南北で2種類の異なる呼び方がなされている。朝鮮民主主義人民共和国（北朝鮮）では「朝鮮」（ちょうせん、조선、チョソン）、大韓民国（韓国）では「大韓」（だいかん、대한、テハン）ないし「韓」（かん、한、ハン）ないし「韓国」（かんこく、한국、ハングク）と呼ばれ、互いに他方の名で呼ばれることを好まない。これらは本来、北半分や南半分の一方を指す名称ではなく、共に全体を示す名称である。
これは、直接には両国における自称の国名が北朝鮮では「朝鮮」になったのに対し、韓国では朝鮮という国名は使われなくなり、「韓」が国家のみならず民族や半島をも含めた名称として受け入れられているためである。従って、現在の韓国では「朝鮮民族」や「朝鮮半島」という呼称はめったに使われず、「韓民族」「韓半島」が使用される。
この煩雑さを避け、政治的中立性を保つ意図で「コリア」、稀に「高麗」（こうらい、고려、コリョ）と呼ばれることがある。

### 日本語における呼称
この記事名である「朝鮮」（歴史的仮名遣では「てうせん」）は、この地域や民族の名称として日本語において広く用いられる呼称である。古くは、この地域の人々を指す言葉として「韓人」（からひと）、「高麗人」（こまびと）などがあり、李氏朝鮮時代には李朝の国号から「朝鮮人」（ちょうせんじん）という呼称が生まれた。李氏朝鮮が大韓帝国に国号を変えると、「韓国人」（かんこくじん）という呼称が生まれた。
韓国併合によって大韓帝国が消滅すると、日本は韓国の地名を朝鮮とし、朝鮮に本籍地を有する日本臣民となった者が法律上、「朝鮮人」と称されることになった。本国（内地）と植民地という力関係を反映し、「朝鮮人」やこれを略した「鮮人」という呼び方には見下すようなニュアンスが込められていると主張する者がいたため、「朝鮮出身者」「朝鮮の方」といった遠まわしな言い方がしばしば使われた。朝鮮総督府は内地人に「鮮人」と呼ばないようしばしば呼びかけ、多くの文書で「朝鮮（半島）同胞」との呼称を用いた。旧陸軍においても朝鮮人兵士に対して「朝鮮人」や「鮮人」の語を使用しないよう指導がなされていた。
日本の朝鮮統治が終わった後もこのような傾向は続き、現在に至るまでも面と向かって「朝鮮人」と言うのを憚る風潮が存在する。しかし、「朝鮮」を統一名称とみなしている、または韓国を支持しない等々さまざまな理由から、在日朝鮮人が好んで「朝鮮人」を自称するケースもあるため、必ずしも蔑称とはみなされていない。韓国・北朝鮮の成立後は、全体を漠然と指すときは従来通りの「朝鮮人」が多く用いられ、特に韓国の国籍を保持する者を「韓国人」と呼んで区別している。「韓国人」の対立概念として「朝鮮人」を使用する場合には、北朝鮮を正統国家として支持する者や、または朝鮮籍の在日朝鮮人を限定して指すこともある。マスコミでは、「韓」と「朝鮮」との区別が問題になることを避けるために漠然と「朝鮮民族」と称することが多い。
日本語では朝鮮族という言い方も存在するが、これは中国吉林省延辺朝鮮族自治州を中心に、中国東北部（満州）やロシア沿海地方などに住む朝鮮民族を特に指す語として使われる。

### その他の言語における呼称
英語など、漢字文化圏以外の多くの言語では、中世の高麗王朝に由来する Korean 、 Coréen 、 Koreaner  などで呼んでおり、朝鮮と韓との区別はない。

## 「李氏朝鮮」の呼称

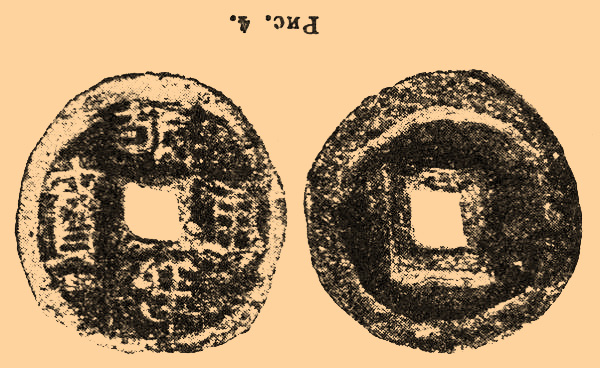
朝鮮通寶

日本においては王室の姓をとり「李氏朝鮮」もしくは「李朝」の呼称が用いられていたが、近年では「李氏朝鮮」を「朝鮮王朝」と言い換え、古朝鮮と朝鮮とで呼び分ける立場が日本の朝鮮史研究者の間では主流となってきた。文部科学省は、2001年に「つくる会教科書」における「李氏朝鮮」という呼称について大韓民国から修正を要求されたが「明白な誤りとは言えない」として拒絶したが、2002年の検定意見では「李氏朝鮮」という呼称について「表記が不適切」との検定意見をつけた。その理由を、韓国の要求に応じたのではなく、日本における学術研究の反映であると説明し、とくに朝鮮史学界での呼び方に倣ったことを強調した。

## 韓国における「朝鮮」
韓国においては「조선（チョソン、朝鮮の意）」は古称・雅名としての文脈に限っては抵抗なく使われることもあるが（例：朝鮮日報）、そうでない場合は北朝鮮式の呼称であるために忌避される場合がある。朝鮮という呼び方は、ヘル朝鮮にみられるように、朝鮮王朝時代の後進性からネガディブなイメージの呼称として受け取られることがある。また、日本語読みの「조센」は差別の意味合いを持って受け取られることがある。韓国において南北をひっくるめて論じるときなどは「한민족（韓民族）」「한반도（韓半島）」などというのが普通であり、かつて山本七平などの日本の保守系親韓派知識人の一部もこのような用語法を用いた例もある。

## 北朝鮮における諸事情
北朝鮮では「ハングル」など読み方が「韓」を連想させるような語彙は嫌われることもある（ただし「ハングル」のハンは「韓」ではなく「偉大な」の意味である）。北朝鮮の日本向け日本語放送（国際放送）『朝鮮の声放送』では「チョソン」の呼称が用いられる。

## 朝鮮の2つの国の比較
| 国名                     | 朝鮮民主主義人民共和国                             | 大韓民国                |
| ------------------------ | -------------------------------------------------- | ----------------------- |
| 国旗                     | 朝鮮民主主義人民共和国の旗                         | 大韓民国の旗            |
| 国章                     |                                                    |                         |
| 首都                     | 平壌                                               | ソウル                  |
| 公用語                   | 朝鮮語                                             | 朝鮮語                  |
| 朝鮮語表音文字の正式名称 | チョソングル                                       | ハングル                |
| 政治体制                 | 一党制 世襲独裁                                    | 代議制民主主義 大統領制 |
| 憲法                     | 朝鮮民主主義人民共和国社会主義憲法                 | 大韓民国憲法            |
| 元首                     | 朝鮮労働党総書記 国務委員長 最高人民会議常任委員長 | 大統領                  |
| 政府の長                 | 内閣総理                                           | 大統領                  |
| 司法                     | 中央裁判所                                         | 大法院 憲法裁判所       |
| 建国                     | 1948年9月9日                                       | 1948年8月15日           |
| 面積                     | 120,540km2                                         | 100,210km2              |
| 人口 (2023年推定)        | 26,160,821                                         | 51,784,059              |
| GDP合計 (推定)           | 160億ドル (2019年)                                 | 1兆7210億ドル (2023年)  |
| 1人あたりGDP (推定)      | 640ドル (2019年)                                   | 33,393ドル (2023年)     |
| 通貨                     | 北朝鮮ウォン（₩、KPW）                             | 韓国ウォン（₩、KRW）    |
| 国際電話番号             | +850                                               | +82                     |
| ccTLD                    | .kp                                                | .kr                     |
| 車両の通行側             | 右                                                 | 右                      |
| 現役の軍人               | 1,106,000                                          | 639,000                 |
| 軍事費                   | 100億ドル (2010年)                                 | 464億ドル (2022年)      |